# الرحلة الفضائية السورية السوفيتية
الرحلة الفضائية السورية السوفيتية   هي رحلة فضائية انطلقت للفضاء الخارجي بتاريخ 22 تموز 1987 في سياق تعاون علمي في مجال الفضاء بين سوريا والاتحاد السوفيتي.

## الرحلة الفضائية الروسية السوفيتية
بدأ الاهتمام السوري بالفضاء في السبعينات عن طريق مراكز البحث العلمي ومراكز الاستشعار عن بعد التي تبعت بعد ذلك (للهيئة السورية العامة للاستشعار عن بعد). تمت في الثمانينات زيادة التعاون مع الاتحاد السوفيتي في مجال الفضاء وتم الاتفاق بين الحكومة السورية والاتحاد السوفيتي على إطلاق رحلة فضائية مشتركة بين البلدين.

## الإعداد والتجهيز للرحلة
التجهيز للرحلة في سوريا عبر مراكز الأبحاث السورية ووضعت البرامج المطلوبة للمشاركة في الرحلة.
قامت لجنة خاصة في سوريا باختيار 50 طيارا سوريا ضمن الإعداد للمشاركة في البرنامج الفضائي وتم إخضاعهم لتدريبات واختبارات خاصة أولا في سوريا واختير منهم 10 طيارين أكملوا برنامج الاختبارات. وبعد فترة 15 يوما حضر إلى سوريا عدد من علماء الفضاء الروس وبعد الاختبارات المكثفة في سوريا تم اختيار اثنان وهم محمد فارس  ومنير حبيب.
سافر رواد الفضاء السوريين إلى الاتحاد السوفيتي والتحقوا بدورة تدريبية في مدينة النجوم القريبة من موسكو المتخصصة بإعداد رواد الفضاء مع اثنان من رواد الفضاء الروس وهم فيكتورينكو سيتالوفيتش واليكساندروف بافلو فيتش.
واستمر التدريب لمدة قاربت السنتين في مدينة النجوم وتم اعتماد رائد الفضاء محمد فارس (بالإنجليزية: MUHAMMED FARIS)‏ كرائد فضاء أساسي، ورائد الفضاء منير حبيب (بالإنجليزية: MUNIR HABIB)‏ كرائد فضاء احتياطي.

## الإطلاق
تم الإطلاق في يوم 22 تموز 1987 وتابع الملايين في العالم إطلاق الرحلة الفضائية السورية السوفيتية المشتركة على متن مركبة الفضاء الروسية سويوز T.M 3 إلى الفضاء الخارجي وعلى متنها رائد الفضاء السوري محمد فارس ورائد الفضاء الروسي فيكتورينكو سيتالوفيتش ورائد الفضاء الروسي اليكساندروف بافلو فيتش. التحمت المركبة مع محطة الفضاء الروسية مير بعد يومين من الإطلاق وعلى ارتفاع 400 كيلومتر عن سطح الأرض والموجودة بميلان ثابت عن خط الاستواء وهو 51,2 درجة.
وقام رائد الفضاء محمد فارس ب 13 تجربة علمية سورية (بالإنجليزية: SYRIAN - B 13)‏ كان قد تم الإعداد لها عبر فريق من العلماء السوريين، هي عبارة عن تجارب كيميائية وفيزيائية وطبية واستشعار عن بعد وهي تمت في الفضاء على متن المركبة الفضائية (بالإنجليزية: SOYUZ - M3)‏:
- تجربة صهر وخلط معدن الحديد والألمنيوم في الفضاء بغية استخلاص معدن صناعي جديد
- تجربة صهر وخلط معدن الجاليوم والانتمولان للحصول على مادة تدخل في صناعة أشباه الموصلات وتدخل في الصناعات الإلكترونية
- تجربة خلط ثاني أكسيد الاباتيت مع الأملاح والماء للحصول على مادة لصناعة الأسنان التعويضية
- تجربة دراسة الطبقات الفضائية على ارتفاع 300 كم عن سطح الأرض وتم إجراء هذه التجربة 12 مرة واستغرقت 24 ساعة
- عدة تجارب للاستشعار عن بعد وتصوير سوريا من الفضاء
- تجارب دراسة المياه الجوفية في سوريا وأنواع التربة
- تجربة طبية وهي مراقبة القلب (تمت التجربة لمدة 48 ساعة عبر جهاز خاص)
- تجربة تأثير الفضاء على سلوك رواد الفضاء
- تجربة تأثير الفضاء على الدورة الدموية في جسم الإنسان

عادت مركبة الفضاء سويوز T.M 3 إلى الأرض بعد أن قضت في الفضاء مدة 7 أيام و23 ساعة و4 دقائق.